# Oligoclada umbricola
Oligoclada umbricola är en trollsländeart som beskrevs av Borror 1931. Oligoclada umbricola ingår i släktet Oligoclada och familjen segeltrollsländor. Inga underarter finns listade i Catalogue of Life.